# وتلینا
وتلینا (به لاتین: Wetlina) یک روستا در لهستان است که در گمینا چیسنا واقع شده‌است. وتلینا ۳۰۷ نفر جمعیت دارد.